# فناوری دو کاربرده
در سیاست، دیپلماسی و کنترل صادرات، اقلام با کاربرد دوگانه به کالاها، نرم‌افزارها و فناوری‌هایی اطلاق می‌شود که می‌توانند هم در کاربردهای غیرنظامی و هم نظامی مورد استفاده قرار گیرند.
به‌طور کلی‌تر، اصطلاح «کاربرد دوگانه» می‌تواند به هر کالا یا فناوری‌ای اشاره داشته باشد که بتواند در یک زمان، بیش از یک هدف را برآورده کند. به این ترتیب، فناوری‌های گران‌قیمتی که در ابتدا فقط برای اهداف نظامی مورد استفاده قرار می‌گرفتند، در آینده می‌توانند در خدمت منافع تجاری غیرنظامی نیز قرار گیرند، در صورتی که استفاده دیگری از آن‌ها نشود؛ مانند سامانه موقعیت‌یاب جهانی که توسط وزارت دفاع ایالات متحده توسعه یافته است.
«دوراهی کاربرد دوگانه» نخستین‌بار با کشف فرایند سنتز و تولید انبوه آمونیاک مطرح شد؛ فرآیندی که کشاورزی را با استفاده از کودهای مدرن متحول ساخت، اما در عین حال منجر به ساخت جنگ‌افزار شیمیایی در جریان جنگ جهانی اول نیز شد. این دوراهی مدت‌هاست که در علوم شیمی و فیزیک شناخته شده است و به شکل‌گیری معاهدات و کنوانسیون‌های بین‌المللی مانند کنوانسیون سلاح‌های شیمیایی و پیمان منع گسترش سلاح‌های هسته‌ای انجامیده است.

## پهپادها
پهپادها به‌عنوان یک چالش برای ارتش‌ها در نظر گرفته می‌شوند. «مناطق ممنوعه برای پهپاد» مناطقی هستند که در آن‌ها استفاده از پهپادها یا سامانه‌های هواگرد بدون سرنشین ممنوع است.

## موشک‌ها

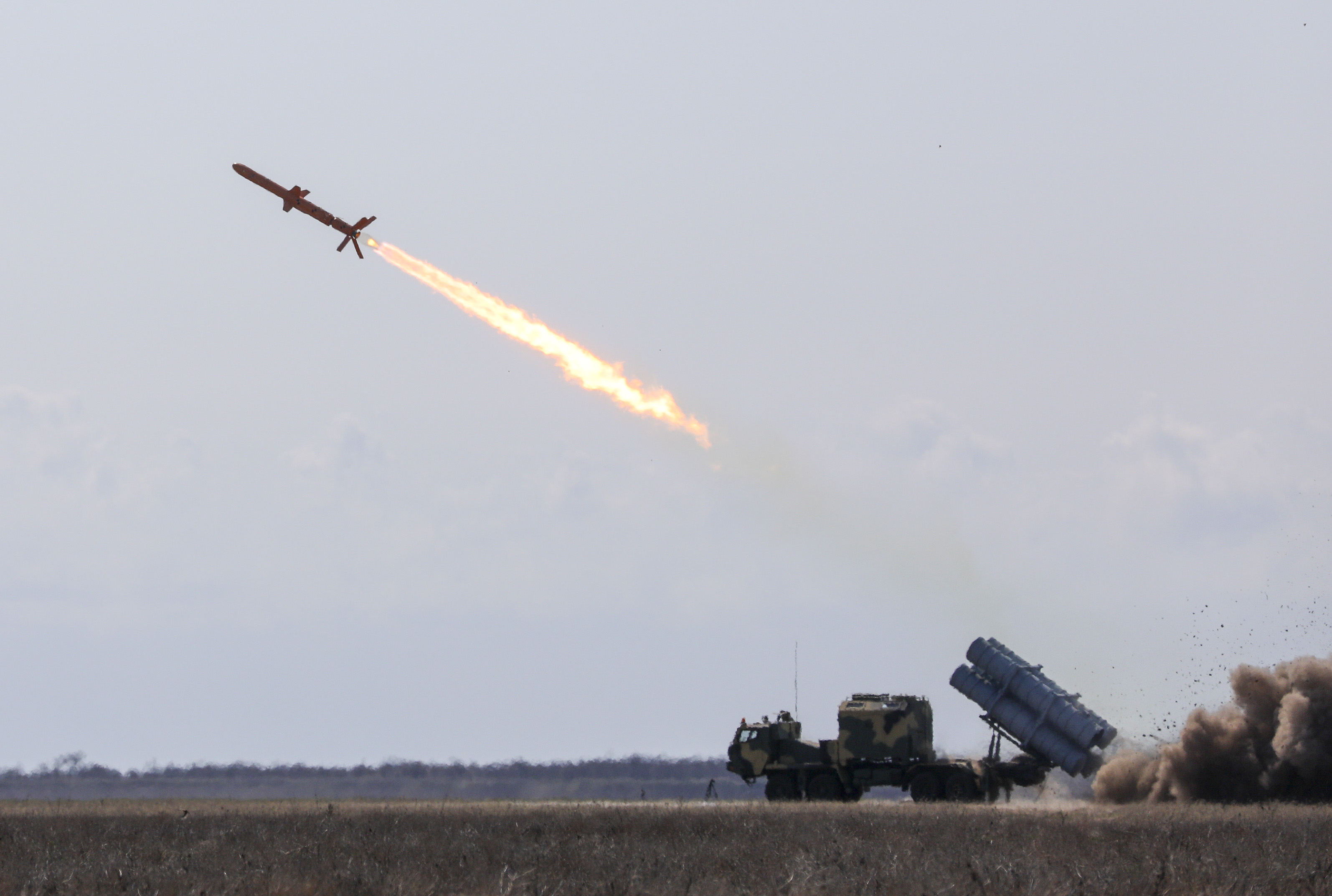
شلیک موشک کروز نپتون

در ابتدا به عنوان سلاح در طول جنگ سرد توسعه داده شد، ایالات متحده و اتحاد جماهیر شوروی میلیاردها دلار صرف توسعه فناوری موشکی کردند که می‌توانست انسان‌ها را به فضا (و در نهایت به ماه) ببرد. توسعه این فناوری موشکی صلح‌آمیز به موازات توسعه فناوری موشک‌های بالستیک قاره‌پیما صورت گرفت؛ و راهی برای نشان دادن پتانسیل موشک‌های خودی به طرف مقابل بود.
کشورهایی که به دنبال توسعه موشک‌های بالستیک هستند ممکن است ادعا کنند که موشک‌هایشان برای اهداف صلح‌آمیز، مانند پرتاب ماهواره‌های تجاری یا مقاصد علمی است. با این حال، حتی موشک‌هایی که واقعاً برای اهداف صلح‌آمیز ساخته شده‌اند نیز ممکن است به سلاح تبدیل شوند و پایه فناوری لازم برای این کار را فراهم کنند.
در برنامه‌های موشکی صلح‌آمیز، برخی کاربردهای غیرنظامی می‌توانند دارای نقش‌های نظامی موازی باشند. برای مثال، توانایی بازگرداندن محموله‌های علمی از مدار به زمین به‌طور ایمن، نشان‌دهنده قابلیت وسایل بازگشت به جو است؛ و نمایش توانایی پرتاب چند ماهواره با یک پرتاب‌گر را می‌توان در چارچوب نظامی به‌عنوان توانایی پرتاب چند کلاهک مستقل با قابلیت هدف‌گیری مجزا تعبیر کرد.

## هسته‌ای
فناوری هسته‌ای با کاربرد دوگانه به امکان استفاده نظامی از فناوری نیروگاه‌های هسته‌ای غیرنظامی اشاره دارد. بسیاری از فناوری‌ها و مواد مرتبط با ایجاد یک برنامه انرژی هسته‌ای دارای قابلیت استفاده دوگانه هستند، زیرا در چندین مرحله از چرخه سوخت هسته‌ای، امکان منحرف کردن مواد هسته‌ای برای ساخت سلاح‌های هسته‌ای وجود دارد. زمانی که این اتفاق می‌افتد، یک برنامه انرژی هسته‌ای می‌تواند به مسیری برای دستیابی به بمب اتم یا پیوستی عمومی برای یک برنامه مخفی تولید بمب تبدیل شود. بحران مربوط به فعالیت‌های هسته‌ای ایران نمونه‌ای از این موضوع است.

بسیاری از نهادهای سازمان ملل و ایالات متحده هشدار داده‌اند که ساخت بیشتر نیروگاه‌های هسته‌ای به‌طور اجتناب‌ناپذیر خطر گسترش تسلیحات هسته‌ای را افزایش می‌دهد. یکی از اهداف اساسی برای امنیت آمریکا و جهان، به حداقل رساندن خطرات اشاعه ناشی از گسترش انرژی هسته‌ای است. اگر این توسعه به‌درستی مدیریت نشود یا تلاش‌ها برای مهار خطرات ناموفق باشند، آینده هسته‌ای می‌تواند خطرناک باشد. برای اینکه برنامه‌های انرژی هسته‌ای به‌صورت ایمن و مطمئن توسعه یافته و مدیریت شوند، مهم است که کشورها دارای ویژگی‌های حاکمیت داخلی خوبی باشند که عملیات و مدیریت صحیح هسته‌ای را تقویت کند:
این ویژگی‌ها شامل سطح پایین فساد (برای جلوگیری از فروش مواد و فناوری توسط مقامات برای منافع شخصی، همانند شبکه قاچاق A.Q. Khan در پاکستان)، سطح بالای ثبات سیاسی (که بانک جهانی آن را «احتمال بی‌ثبات شدن یا سرنگونی دولت از طریق روش‌های غیرقانونی یا خشونت‌آمیز، از جمله خشونت‌های سیاسی و تروریسم» تعریف می‌کند)، نمره بالا در اثربخشی حکمرانی (شاخص ترکیبی بانک جهانی برای «کیفیت خدمات دولتی و میزان استقلال آن از فشارهای سیاسی، و کیفیت تدوین و اجرای سیاست‌ها») و سطح بالایی از شایستگی نهادهای نظارتی است.

## هوش مصنوعی
با پیشرفت‌های بیشتر در حوزه هوش مصنوعی (AI)، توجه‌ها نسبت به قابلیت آن به‌عنوان فناوری با کاربرد دوگانه و خطرات امنیتی احتمالی آن افزایش یافته است. هوش مصنوعی می‌تواند در حوزه‌های مختلفی به کار گرفته شود و به‌راحتی در فضای سایبری فناوری‌های موجود ادغام شود. با استفاده از هوش مصنوعی، فناوری توانایی اجرای چندین الگوریتم را یافته است که می‌توانند مسائل پیچیده‌ای را حل کنند؛ از تشخیص ناهنجاری‌ها در نمونه‌های تصویربرداری تشدید مغناطیسی گرفته تا نظارت بر ساکنان یک کشور به‌صورت گسترده. در سامانه نظارت گسترده چین، دولت از هوش مصنوعی برای شناسایی شهروندانی با سوابق نامطلوب در میان جمعیت استفاده می‌کند. هر اختراع یا کاربرد جدیدی از هوش مصنوعی، تأثیرات مثبت و منفی خاص خود را دارد. برخی معتقدند که با افزایش موارد استفاده احتمالی از هوش مصنوعی، کشورها باید آن را به‌عنوان فناوری با کاربرد دوگانه مقررات‌گذاری کنند.

## شیمیایی
تاریخچه مدرن جنگ‌افزار شیمیایی را می‌توان به صنایع شیمیایی کشورهای درگیر در جنگ جهانی اول، به‌ویژه آلمان، نسبت داد. بسیاری از فرآیندهای صنعتی شیمیایی، مواد سمی در مراحل میانی، محصولات نهایی یا محصولات جانبی تولید می‌کنند و هر کشوری که دارای صنعت شیمیایی باشد، پتانسیل ساخت عوامل شیمیایی جنگی را دارد. کلر، یک عامل شیمیایی است که در بسیاری از محصولات خانگی مانند سفیدکننده یافت می‌شود و کاربردهای متعددی دارد. با این حال، فرم گازی آن می‌تواند به‌عنوان یک سلاح شیمیایی مورد استفاده قرار گیرد.

## زیستی
حملات تروریستی ژوئیه ۲۰۰۷ در مرکز لندن و فرودگاه گلاسگو، زنگ خطری برای امنیت زیستی بود، زمانی که مشخص شد پزشکانی که می‌توانستند به عوامل بیماری‌زا دسترسی داشته باشند، در میان مظنونان بوده‌اند. چالش اینجاست که چگونه می‌توان امنیت را حفظ کرد بدون اینکه مانعی برای پیشرفت‌های ناشی از تحقیقات علمی ایجاد شود.
گزارش‌هایی از پروژه‌ای برای ایجاد فرهنگ پایدار در اخلاق زیستی با کاربرد دوگانه نشان می‌دهد که به‌دلیل تغییرات ادراک‌شده در علم و امنیت در دهه گذشته، چندین دولت و نهاد چندجانبه بر اهمیت آگاهی دانشمندان علوم زیستی از نگرانی‌های مربوط به کاربرد دوگانه و تعهدات قانونی در پیشگیری از سلاح‌های بیولوژیکی تأکید کرده‌اند. یکی از مهم‌ترین ابزارهایی که برای تحقق این هدف شناسایی شده، آموزش دانشجویان علوم زیستی است، با هدف ایجاد چیزی که «فرهنگ مسئولیت‌پذیری» نامیده می‌شود.
در نشست سال ۲۰۰۸ کشورهای عضو کنوانسیون جنگ‌افزار زیستی و سمی، به اجماع توافق شد که: کشورهای عضو اهمیت اطمینان از آگاهی فعالان حوزه علوم زیستی از تعهداتشان تحت این کنوانسیون و قوانین و دستورالعمل‌های ملی مربوطه را به رسمیت شناختند… کشورهای عضو یادآور شدند که الزامات رسمی برای برگزاری سمینارها، ماژول‌ها یا دوره‌ها – حتی شامل اجزای اجباری – در برنامه‌های آموزشی علمی و مهندسی مرتبط و آموزش‌های حرفه‌ای مستمر می‌تواند به افزایش آگاهی و اجرای کنوانسیون کمک کند.
سازمان جهانی بهداشت در سال ۲۰۱۰ سندی راهنما برای آنچه «پژوهش با کاربرد دوگانه نگران‌کننده» نامید، منتشر کرد؛ سندی که به تحقیقاتی اشاره دارد که «با نیت خیر انجام می‌شود، اما ممکن است به‌راحتی مورد سوءاستفاده برای آسیب‌رسانی قرار گیرد».
به همراه چندین مقرره مشابه از سوی کشورهای دیگر و سازمان‌های منطقه‌ای، آموزش امنیت زیستی اهمیتی فزاینده یافته است. متأسفانه هم در حوزه سیاست‌گذاری و هم در ادبیات دانشگاهی دیده می‌شود که دانشمندان علوم زیستی در سراسر جهان اغلب آگاهی کافی از امنیت زیستی، کاربرد دوگانه، کنوانسیون BTWC و قوانین ملی منع سلاح‌های بیولوژیکی ندارند. علاوه بر این، با وجود بیانیه‌های متعدد از سوی کشورها و سازمان‌های چندجانبه، هنوز شواهد اندکی از جاری شدن این تعهدات بین‌المللی به اقدامات عملی و چندوجهی در سطح دانشمندان دیده می‌شود.
دولت فدرال آمریکا (USG) چندین سند سیاست‌گذاری در مورد DURC تهیه کرده است. در مه ۲۰۲۴، کاخ سفید سندی با عنوان «سیاست دولت ایالات متحده برای نظارت بر پژوهش با کاربرد دوگانه نگران‌کننده و عوامل بیماری‌زای دارای پتانسیل پاندمی پیشرفته» منتشر کرد؛ چارچوبی یکپارچه برای نظارت فدرال بر اجرای و مدیریت برخی انواع خاص از تحقیقات علوم زیستی دارای بودجه دولتی در مورد عوامل زیستی و سموم. این سیاست، اسناد منتشرشده قبلی در سال‌های ۲۰۱۲، ۲۰۱۴ و ۲۰۱۷ را جایگزین کرد و بر پایه دستورالعمل‌های راهبرد ملی دفاع زیستی ۲۰۲۲ و برنامه اجرایی آن تدوین شده است.

## دید در شب و تصویربرداری حرارتی
دستگاه‌های دید در شب با ویژگی‌های عملکردی فوق‌العاده (تقویت بالا، حساسیت طیفی خاص، وضوح دقیق، نویز پایین) به‌شدت تحت محدودیت‌های صادراتی توسط معدود کشورهایی قرار دارند که توانایی تولید آن‌ها را دارند. این محدودیت‌ها عمدتاً برای جلوگیری از گسترش این فناوری در میان نیروهای متخاصم وضع شده‌اند، و همچنین برای کند کردن روند اجتناب‌ناپذیر مهندسی معکوس توسط قدرت‌های جهانی دیگر.
این قطعات دقیق، مانند شدت‌افزای تصویر که در دوربین دید در شب استفاده می‌شوند و آرایه‌های صفحه کانونی که در ماهواره‌های شناسایی و دمانگاری وجود دارند، کاربردهای غیرنظامی متعددی دارند، از جمله: عکاسی طبیعت، تصویربرداری پزشکی، آتش‌نشانی، و کنترل جمعیت گونه‌های شکارچی.
صحنه‌های شبانه از فیل‌ها و کرگدن‌های وحشی در مستند طبیعت شبکه بی‌بی‌سی با نام آفریقا با دوربین Lunax Starlight HD فیلم‌برداری شدند (یک سیستم سینمای دیجیتال سفارشی شامل تقویت‌کننده تصویر نسل سوم)، و رنگ آن‌ها به‌صورت دیجیتال بازسازی شده است.
در ایالات متحده، شهروندان آزادند تا سیستم‌های دید در شب و حرارتی ساخت آمریکا، مانند محصولات شرکت‌های پیمانکار دفاعی هریس کورپوریشن، ال-۳ کامیونیکیشنز و فلیر سیستمز را با محدودیت‌های بسیار کم خرید و فروش کنند. با این حال، مالکان این تجهیزات در آمریکا مجاز به خارج کردن آن‌ها از کشور، فروش بین‌المللی، یا حتی اجازه دادن به بررسی این فناوری توسط غیرشهروندان نیستند، مطابق با مقررات بین‌المللی ترافیک اسلحه.
صادرات تقویت‌کننده‌های تصویر آمریکایی تنها با مجوز وزارت بازرگانی ایالات متحده آمریکا و وزارت امور خارجه به‌صورت گزینشی مجاز است. عواملی که در اخذ این مجوز تأثیر دارند شامل روابط دیپلماتیک با کشور مقصد، تعداد اقلام قابل فروش، و کیفیت نسبی تجهیزات است که با امتیاز «شاخص شایستگی» (FOM) سنجیده می‌شود — امتیازی که بر پایه چندین ویژگی کلیدی عملکرد محاسبه می‌شود.
تولیدکنندگان بین‌المللی رقیب (مانند شرکت دفاعی اروپایی Exosens Group، غول ابزارهای علمی ژاپنی هاماماتسو فوتونیکس، و آزمایشگاه دولتی روسی JSC Katod) از طریق واردکنندگان دارای مجوز وارد بازار آمریکا شده‌اند. با وجود منشأ خارجی این قطعات، صادرات مجدد آن‌ها از خاک ایالات متحده با محدودیت‌هایی مشابه با قطعات تولید داخلی مواجه است.
در ارزیابی‌ای که در سال ۲۰۱۲ توسط وزارت بازرگانی ایالات متحده آمریکا و دفتر صنعت و امنیت ایالات متحده صورت گرفت، استدلال شد که در پرتو کاهش شکاف عملکرد و افزایش رقابت جهانی، محدودیت‌های صادراتی باید کاهش یابند. همچنین، بازه بازنگری‌ای که در سال ۲۰۱۵ توسط دفتر کنترل تجارت دفاعی انجام شد، تعاریف دقیق‌تری از عملکرد تجهیزات ارائه داد.

## فناوری‌های دیگر

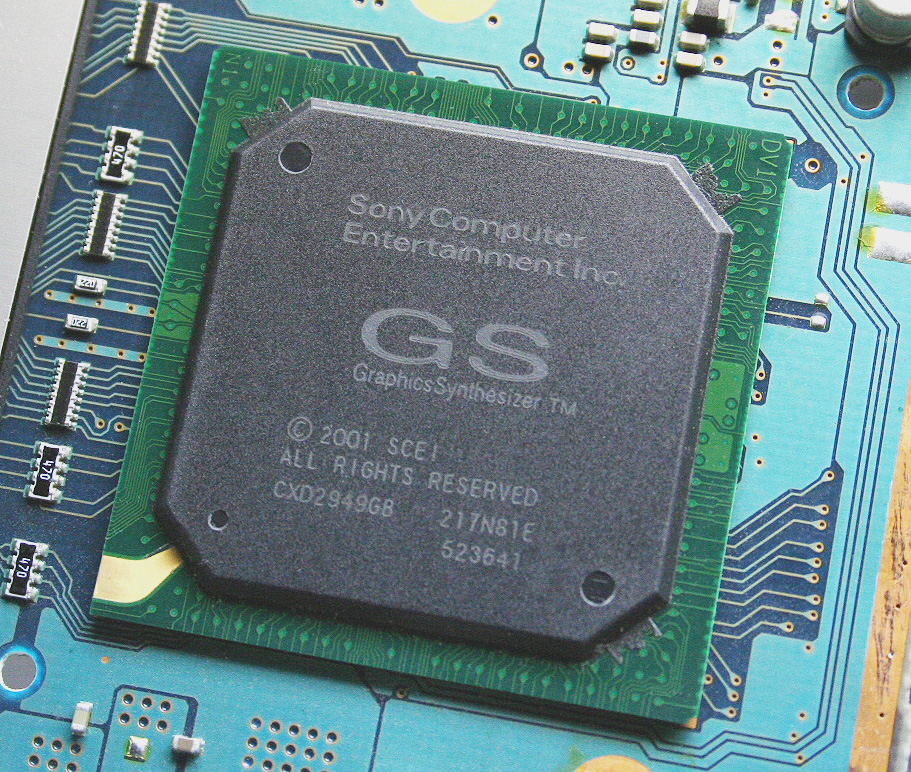
پردازنده گرافیکی پلی‌استیشن ۲

علاوه بر فناوری‌هایی که به‌وضوح کاربرد دوگانه دارند، برخی فناوری‌های دیگر نیز به‌طور کمتر آشکار دارای چنین قابلیتی هستند؛ یعنی فناوری‌هایی که در اصل صلح‌آمیز هستند اما می‌توانند در تولید سلاح به کار روند. یکی از نمونه‌ها در جنگ‌های جهانی اول و دوم، نقش تولیدکنندگان اسباب‌بازی آلمانی بود: آلمان یکی از کشورهای پیشرو در تولید اسباب‌بازی‌های کوکی بود و توانایی این کشور در تولید انبوه موتورهای فنری کوچک و قابل‌اعتماد به توانایی در ساخت فیوزهای گلوله و بمب تبدیل شد. در مراحل ابتدایی عرضه، کنسول بازی پلی‌استیشن ۲ به‌عنوان فناوری با کاربرد دوگانه در نظر گرفته می‌شد. این کنسول بازی پیش از ارسال به بازارهای آمریکا و اروپا نیاز به مقررات خاص وارداتی داشت. دلیل آن قابلیت پردازنده گرافیکی کنسول در پردازش تصاویر باکیفیت و با سرعت بالا بود، که ویژگی مشترکی با سیستم‌های هدایت موشک دارد.

### هولولنز ۲

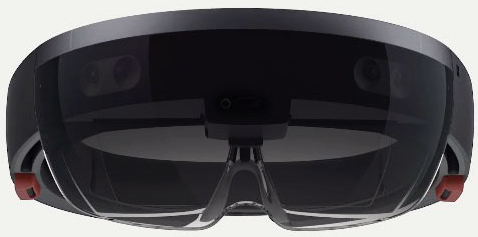
هولولنز ۲ مایکروسافت

در اوایل سال ۲۰۱۹، شرکت مایکروسافت از هولولنز ۲ رونمایی کرد؛ عینک هوشمندی که به کاربران اجازه می‌دهد واقعیت افزوده را در دنیای واقعی تجربه کنند. با این حال، فاش شد که مایکروسافت قراردادی به ارزش ۴۷۹ میلیون دلار با دولت آمریکا امضا کرده است. این قرارداد شامل توسعه و عرضه نسخه‌ای متفاوت از عینک هولولنز به ارتش آمریکا بود که با عنوان سامانه یکپارچه تقویت بینایی (IVAS) شناخته می‌شود. IVAS قرار بود برای آموزش سربازان و همچنین پزشکان صحرایی جهت تجربه شرایط میدانی در یک محیط مجازی به‌کار گرفته شود. این نسخه از هولولنز به سربازان امکان می‌داد نقشه مجازی محیط فعلی، موقعیت نیروهای خودی، و اطلاعات بیشتری را مشاهده کنند. یکی از کارکنان ناشناس مایکروسافت، نامه‌ای سرگشاده منتشر کرد و خواستار فسخ قرارداد IVAS توسط شرکت شد. برد اسمیت، رئیس مایکروسافت، پیش‌تر در یک پست وبلاگی موضع شرکت دربارهٔ «نحوه همکاری شرکت‌های فناوری با دولت، و به‌طور خاص اینکه آیا باید فناوری‌های دیجیتال را در اختیار ارتش قرار دهند یا نه» را بیان کرده بود.